# Justin Bibbins
Justin Bibbins (Carson, 23 gennaio 1996) è un cestista statunitense.

## Palmarès
- Coppa di Francia: 1

Pau-Lacq-Orthez: 2021-2022